# Valentin Zoubkov
Pour les articles homonymes, voir Zoubkov.
Valentin Ivanovitch Zoubkov(en russe : Зубко́в Валенти́н Ива́нович, né à Peschanoye dans le gouvernement de Riazan (Union soviétique) le 12 mai 1923 et mort à Moscou le 18 janvier 1979, est un acteur soviétique, artiste émérite de la république socialiste fédérative soviétique de Russie.

## Biographie
Après deux ans d'apprentissage à l'école d'aviation militaire d'Armavir, Valentin Zoubkov sert en tant que pilote sur le front germano-soviétique dès 1943.
Il entame son apprentissage du cinéma à la fin des années 1940, dans le studio de Konstantin Voynov. Il fait sa première apparition à l'écran dans C'est ainsi que tout a commencé (1956), de Lev Koulidjanov et Yakov Seguel.
Il meurt en 1979 d'une sclérose, ne s'étant pas remis du décès de son fils Sergueï dans un accident, deux années plus tôt.

## Filmographie partielle
- 1947 : La Question russe (Русский вопрос, Russkiy vopros)  de Mikhail Romm : chauffeur
- 1956 : C’est ainsi que tout a commencé (Это начиналось так...) de Lev Koulidjanov et Yakov Seguel
- 1957 : Quand passent les cigognes (Летят журавли) de Mikhaïl Kalatozov
- 1957 : Le Communiste (Коммунист) de Youli Raizman : Stepan
- 1958 : Trois sont sortis de la forêt (Трое вышли из леса) de Konstantin Voynov
- 1959 : Le Soleil brille pour tout le monde (Солнце светит всем) de Konstantin Voynov
- 1959 : La Maison natale (Отчий дом) de Lev Koulidjanov
- 1960 : Nouvelle du nord (Северная повесть) de Evgueni Andrikanis
- 1960 : Les Grandes Vacances (Время летних отпусков) de Konstantin Voynov
- 1961 : À la recherche du soleil (Человек идёт за солнцем ) de Mikhaïl Kalik
- 1961 : Vingt mille lieues sur la terre (Леон Гаррос ищет друга) de Marcello Pagliero : Andreï Savin
- 1962 : L'Enfance d'Ivan (Иваново детство) d'Andreï Tarkovski
- 1963 : Un jour de bonheur (День счастья) de Iossif Kheifitz
- 1965 : Le Train de la clémence d'Iskander Khamrayev (avec son fils Sergueï Zoubkov)
- 1966 : Le Rêve de l'oncle (Дядюшкин сон) de Konstantin Voynov
- 1968 : À la guerre comme à la guerre (На войне как на войне) de Viktor Tregoubovitch